# Scotty McCreery
Scott Cooke "Scotty" McCreery (Garner (Carolina do Norte), 9 de outubro de 1993) é um cantor americano de Garner (Carolina do Norte), vencedor da décima temporada do programa American Idol em 25 de maio de 2011.

## Vida pessoal
Scotty nasceu em 1993, filho de Judy e Michael McCreery, em Garner (Carolina do Norte). Seu pai nasceu em Aguadilla, Porto Rico, de mãe porto-riquenha de San Juan e pai americano descendente de irlandeses.
Ele costumava imitar Elvis Presley quando criança e começou a aprender violão com 10 anos.
Ele frequentou a West Lake Middle School e cantou em sua formatura. Também frequentou a Garner Magnet High School onde fez parte de um coral, Die Meistersingers, que realiza apresentações nos Estados Unidos. Ele começou a cantar como tenor, porém trocou para baixo quando a sua voz começou a se alterar, no segundo ano. Ganhou um concurso de canto chamado "Clayton Idol" no Clayton Harvest Festival, em Clayton (Carolina do Norte) e foi um dos 36 finalistas no concurso adolescente "Rip the Hallways", também na Carolina do Norte.

## American Idol

### Resumo
A audição de Scotty para a décima temporada de American Idol foi em Milwaukee (Wisconsin). Os juízes ficaram impressionados por sua profunda voz grave, incomum para sua idade. Foi escolhido pelos juízes entre os Top 24 e, no começo das semi-finais, foi um dos 5 rapazes escolhidos pelo público para avançar para os Top 13. Em uma entrevista com Ryan Seacrest, Scotty confirmou sua descendência porto-riquenha. "Sim, eu sou porto-riquenho." disse ele com um sorriso. "Eu tenho um pouco da J.Lo em mim."
Scotty venceu a décima temporada do American Idol no dia 25 de maio de 2011. Aos 17 anos, ele é o segundo mais jovem vencedor do programa, atrás somente da vencedora da 6ª temporada, Jordin Sparks.

### Performances/Resultados
| Episódio                     | Tema                                           | Música escolhida                                  | Artista original        | Ordem | Resultado |
| ---------------------------- | ---------------------------------------------- | ------------------------------------------------- | ----------------------- | ----- | --------- |
| Audição                      | Escolha do auditor                             | "Your Man"                                        | Josh Turner             | N/A   | Avançou   |
| Audição                      | Escolha do auditor                             | "Put Some Drive in Your Country"                  | Travis Tritt            | N/A   | Avançou   |
| Rodada de Hollywood, Parte 1 | Primeiro Solo                                  | "Your Man"                                        | Josh Turner             | N/A   | Avançou   |
| Rodada de Hollywood, Parte 2 | Performance em grupo                           | "Get Ready"                                       | The Temptations         | N/A   | Avançou   |
| Rodada de Hollywood, Parte 3 | Segundo Solo                                   | "I Hope You Dance"                                | Lee Ann Womack          | N/A   | Avançou   |
| Rodada de Las Vegas          | Músicas dos The Beatles - Performance em grupo | "Hello, Goodbye"                                  | The Beatles             | N/A   | Avançou   |
| Rodada final de Hollywood    | Último Solo                                    | "Long Black Train"                                | Josh Turner             | N/A   | Avançou   |
| Top 24 (12 Homens)           | Escolha Pessoal                                | "Letters from Home"                               | John Michael Montgomery | 8     | Avançou   |
| Top 13                       | Seu Ídolo Pessoal                              | "The River"                                       | Garth Brooks            | 12    | Salvo     |
| Top 12                       | Ano em que nasceu                              | "Can I Trust You with My Heart"                   | Travis Tritt            | 8     | Salvo     |
| Top 11                       | Motown                                         | "For Once in My Life"                             | Stevie Wonder           | 7     | Salvo     |
| Top 111                      | Elton John                                     | "Country Comfort"                                 | Elton John              | 1     | Salvo     |
| Top 9                        | Calçada da Fama do Rock & Roll                 | "That's All Right"                                | Arthur Crudup           | 6     | Salvo     |
| Top 8                        | Músicas de Filmes                              | "I Cross My Heart" — Pure Country                 | George Strait           | 4     | Salvo     |
| Top 7                        | Músicas do Século 21                           | "Swingin'"                                        | John Anderson           | 1     | Salvo     |
| Top 6                        | Carole King                                    | Solo "You've Got a Friend"                        | Carole King             | 4     | Salvo     |
| Top 6                        | Carole King                                    | Dueto "Up on the Roof" com Lauren Alaina          | The Drifters            | 6     | Salvo     |
| Top 5                        | Músicas de Agora e Antes                       | "Gone"                                            | Montgomery Gentry       | 4     | Salvo     |
| Top 5                        | Músicas de Agora e Antes                       | "Always on My Mind"                               | Brenda Lee              | 9     | Salvo     |
| Top 4                        | Músicas que inspiram                           | "Where Were You (When the World Stopped Turning)" | Alan Jackson            | 3     | Salvo     |
| Top 4                        | Músicas de Leiber e Stoller                    | "Young Blood"                                     | The Coasters            | 7     | Salvo     |
| Top 3                        | Escolha do participante                        | "Amazed"                                          | Lonestar                | 1     | Salvo     |
| Top 3                        | Escolha do Jimmy Iovine                        | "Are You Gonna Kiss Me or Not"                    | Thompson Square         | 4     | Salvo     |
| Top 3                        | Escolha dos jurados                            | "She Believes in Me"                              | Kenny Rogers            | 7     | Salvo     |
| Final                        | Performance Favorita                           | "Gone"                                            | Montgomery Gentry       | 1     | Vencedor  |
| Final                        | Escolha do George Strait                       | "Check Yes or No"                                 | George Strait           | 3     | Vencedor  |
| Final                        | Primeiro Single                                | "I Love You This Big"                             | Scotty McCreery         | 5     | Vencedor  |

- ↑Nota 1   Devido a ter sido usada a possibilidade de salvar um candidato, Casey Abrams, os Top 11 continuaram intactos por mais uma semana, tendo sido então eliminados dois participantes na semana seguinte.

## Discografia

### Álbuns
| Ano  | Título                                                | EUA | EUA Country | CAN | Vendas             |
| ---- | ----------------------------------------------------- | --- | ----------- | --- | ------------------ |
| 2011 | "American Idol Season 10:Scotty McCreery"             | 12  | 3           | 25  | 459,000            |
| 2011 | "American Idol Season 10 Highlights: Scotty McCreery" | 10  | 2           | 26  | 210,000            |
| 2011 | "Clear As Day"                                        | 1   | 1           | 5   | Platina (1 milhão) |

### Singles
| Ano  | Título                   | Álbum                                                 | EUA | EUA Country | CAN | Vendas         |
| ---- | ------------------------ | ----------------------------------------------------- | --- | ----------- | --- | -------------- |
| 2011 | "I Love You This Big"    | American Idol Season 10: Scotty McCreery/Clear as Day | 11  | 15          | 21  | Ouro (695 mil) |
| 2011 | "The Trouble with Girls" | Clear as Day                                          | 75  | 25          | -   | 1 milhão       |